# Annabergit
Az annabergit hidratált nikkel-arzenát. Monoklin kristályrendszerben a fejlett kristályok ritkán találhatóak. Tűszerűen vékony, pelyhes földes halmazokban, lisztszerű bevonatként fordulnak elő. A vivianitcsoport ásványegyüttesének tagja. Nikkelércként használják fel.

## Elnevezése és keletkezése
H. W. Miller és H. J. Brooke geológusok különítették el először 1852-ben a szászországi Annaberg bányaváros közelében. Nikkeltartalmú szulfidokból másodlagosan keletkezik az érctelepek oxidációs zónájában. Nikkeltartalmú kőzetek felületén oxidálódó környezetben gyakran kivirágzik.
Hasonló ásványok: a krizokolla jarosit, és a malachit.

## Előfordulásai
Németországban a névadó szászországi Annaberg közelében, valamint a Harz-hegységben több helyen. Siegerlandban és Hessen tartományban is megtalálható. Angliában Alston Moor vidékén. Szlovákiában Dobsinán, Gölnicbányán (Banska Gelnica) és Ötösbányán (Kotterbach). Romániában Zalatna (Zlatna) területén.  Csehország területén Jachymov közelében. Görögországban Laurion vidékén. Franciaországban Allemont és Dauphine térségében. Olaszországban Szardínia-szigetén. Nagyobb mennyiségben fordul elő Spanyolországban a Sierra Cabrera vidékén. Megtalálható Marokkó területén, Bou Azzer környékén. Az Amerikai Egyesült Államok Nevada szövetségi államában. Kanadában Ontarióban.
Kísérő ásványok: nikkelin. eritrin, sziderit és kalcit.

## Előfordulásai Magyarországon
Rudabánya bányatérségeiben nyomokban megtalálták. 